# Henry de Groux

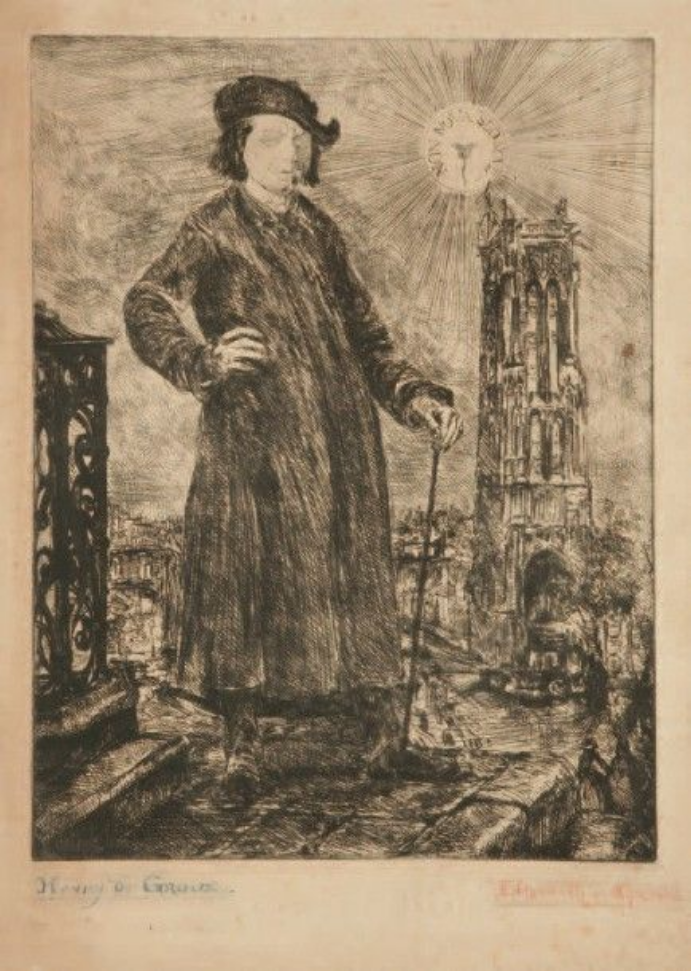
Portret van Henry de Groux door zijn dochter Élisabeth de Groux

Henry de Groux (Sint-Joost-ten-Node, 16 november 1866 – Marseille, 12 januari 1930) was een Belgisch schilder en beeldhouwer, het archetype van de 'artiste maudit'. Hij was de zoon van Charles Degroux, een bekende sociaal realistische schilder, maar veranderde zijn familienaam in ‘de Groux’ om zichzelf een aristocratische allure aan te meten.

## Leven
Toen Henry vier jaar oud was, stierf zijn vader en kreeg zijn familie financiële problemen. Volgens hem zouden al zijn latere materiële en psychische problemen terug te voeren zijn op het voortijdig verlies van zijn vader.
Gesteund door de vroegere vrienden van zijn vader, zette hij met succes zijn eerste stappen in het Brussels kunstmilieu op een tentoonstelling van de kunstkring L’Essor in 1886, waaruit een opname als lid van de avantgardegroep “Les XX” voortvloeide. De volgende jaren zou hij met succes tentoonstellen bij “Les XX” met artiesten als James Ensor, Félicien Rops, Fernand Khnopff, Constantin Meunier, Georges Seurat, Camille Pissarro, Auguste Rodin en vele andere.
Van 1888 tot 1889 werkte hij aan een reusachtig doek “Le Christ aux outrages” (De Bespotting van Christus) dat hij als zijn magnum opus beschouwde. Zijn vriend William Degouve de Nuncques poseerde voor Christus, doch Henry de Groux identificeerde in feite zichzelf met de lijdende Christus, die niet door de mensheid begrepen werd.
Hij had een onrustig en onmogelijk karakter, en op artistiek vlak was hij fel tegenstander van de impressionisten en van de pointillistische strekking in de schilderkunst. Bovendien weigerde hij in 1890 zijn “Christ aux outrages” tentoon te stellen bij “Les XX” samen met Vincent van Goghs Zonnebloemen (‘afstotelijke bloempotten’, dixit de Groux) en met werken van Paul Signac en Henri de Toulouse-Lautrec, wat zijn directe uitsluiting uit “Les XX” tot gevolg had. Hij exposeerde zijn schilderij dan maar op de Brusselse Salon.
Achtervolgd door schuldeisers trok het enfant terrible in 1891 naar Parijs met zijn “Christ aux outrages”, doch het doek werd er geweigerd op de Salon van de Champ-de-Mars. Uiteindelijk kon hij zijn werk tentoonstellen in de wijk Vaugirard, met groot succes bij de intellectuele elite van Parijs. Hij had uitstekende contacten met het kruim van de Franse letterkunde, ging bij Léon Bloy inwonen, en legde zich toe op het schilderen van grote portretten van personages met wie hij zich identificeerde: Charles Baudelaire, Ludwig II van Beieren, Napoleon, Karel de Stoute, Émile Zola, Honoré de Balzac… Voor andere schilderijen vond hij inspiratie bij Vergilius, Dante, en vooral bij Richard Wagner. Hij had een voorkeur voor gevechten en veldslagen, voor dicht opeengestapelde mensenmassa’s, voor heroïsche en apocalyptische taferelen. Zijn megalomanie deed denken aan die van Antoine Wiertz, en hij liep steeds excentriek gekleed in het zwart en met een witte das, met lange haren en een vilthoed, symptomen voor zijn hang naar overdrijving en naar bandeloos avontuur.
In 1914 kwam hij zwaar onder de indruk van de taferelen uit de Eerste Wereldoorlog die hem in Parijs via de pers bereikten, en maakte hij een uitgebreide reeks tekeningen, litho's en etsen over de oorlogsgruwelen. Veertig etsen hiervan zouden achteraf worden gebundeld in de map “Le visage de la victoire”.
Als beeldhouwer was De Groux betrokken bij het monument voor de componist Claude Debussy, met wie hij sinds 1892 in contact was. Het kwam er uiteindelijk niet, behalve een bronzen buste van de overledene die een plaats heeft in het Musée de l'Opéra van Parijs.
Na 1920 vinden wij hem in Avignon, Vernègues en Marseille, waar hij in 1930 overleed. Gedurende 30 jaar van zijn leven, vanaf 1892, hield hij een dagboek bij, waarvan onderdelen in 2007 werden uitgegeven.

## Werken
- De bespotting van Christus of Christ aux outrages (1889)
- De Rit der Walkuren (ca. 1890)
Museum voor Schone Kunsten, Brussel
- Buste  van Edgar Allen Poe
- Vers la Grotte (ca. 1900)

## Musea
- Brussel, Kon. Musea voor Schone Kunsten van België
- Oostende, Mu.ZEE (Portret van James Ensor; Portret van Emma Lambotte; Portret van Richard Wagner)